# Vellugtende skabiose
Vellugtende skabiose (Scabiosa canescens) er en 15-25 cm høj urt, der i Danmark vokser på tørre bakker og overdrev. Den ligner dueskabiose, men er mindre med tæt gråfiltede stængler. Blomsterne har kraftig duft.

## Beskrivelse
Vellugtende skabiose er en flerårig urt med en opret, busket vækst. Stænglerne er forgrenede med modsat stillede sidegrene. De er dækket af et fint hårlag, som farver dem grågrønne. Den grundstillede roset har lancetformede blade med hel (sjældent: tandet) rand. Stængelbladene er derimod dybt fligede med tandet eller hel rand. Begge bladsider er gråfiltede.
Blomstringen sker i juli-september. Blomsterne er samlet i et endestillet, fladt hoved, der er forsynet med bægerbladagtige støtteblade. Kronbladene er lyseblå til bleglilla og 5-fligede. Randkronerne er dog uregelmæssige. Frugterne er kuglerunde.
Rodnettet består af en kort, lodret rodstok med en kraftig pælerod, der har grove siderødder.
Højde x bredde og årlig tilvækst: 0,25 x 0,25 m (25 x 25 cm/år).

## Voksested
Arten er udbredt i Central- og Østeuropa, hvor den findes på varme og tørre, veldrænede voksesteder i fuld sol. I Danmark findes den kun nogle få steder på Nordvestsjælland, hvor den er knyttet til overdrev, tørre bakker og strandenge.
På Alpernes østlige udløbere, Eichkogel sydvest for Wien, findes den på kalkklippe, dækket af et tyndt jordlag, sammen med bl.a. alm. pimpinelle, svalerod, buskhestesko, cypresvortemælk, duneg, engriflet hvidtjørn, håret visse, jordstar, Jurinea mollis (en bisamtidsel-art), kirsebærkornel, klitrose, middelhavsprydløg, Onosma visianii (en æseltunge-art), seglbladet hareøre, vortet benved, våradonis, weichseltræ og ædelkortlæbe
| Portal | Portal:Botanik |

## Note
1. ↑  Annonaceae: Excursion plantlist (engelsk)

## Eksterne links
- Naturbasen - Billeder og udbredelse i Danmark af Vellugtende skabiose
- Flora Europaea: Scabiosa canescens
- Den virtuella floran (med udbredelseskort)